# 愛すべき今日
「愛すべき今日」（あいすべききょう）は、エレファントカシマシの47枚目のシングルである。

## 概要
前作より約1年ぶりにリリースされた。初回限定盤、通常盤の2種類がリリースされた。初回限定盤は、2015年1月3日に行われた新春ライブからセレクトしたボーナスCD、PV3曲を収録したDVD付き3枚組である。

## 収録曲
1. 愛すべき今日 （作詞・作曲：宮本浩次、編曲：宮本浩次・蔦谷好位置）
2. TEKUMAKUMAYAKON（作詞・作曲：宮本浩次、編曲:宮本浩次・村山☆潤）
3. めんどくせい （作詞・作曲・編曲：宮本浩次）

### 初回限定盤

#### CD
「新春20150103 日本武道館ライブ音源」
1. 部屋
2. 始まりはいつも
3. パワー・イン・ザ・ワールド
4. おまえとふたりきり
5. 季節はずれの男
6. 彼女は買い物の帰り道
7. もしも願いが叶うなら
8. シグナル
9. so many people
10. 花男

#### DVD
- 愛すべき今日(Music Video)
- TEKUMAKUMAYAKON(Music Video)
- めんどくせい(Music Video)